# Lista prezydentów Peru

## Lista prezydentów
| #   |                         | Prezydent                        | Data objęcia urzędu  | Data złożenia urzędu | Sposób wyboru                                        | Tytuł                                |
| --- | ----------------------- | -------------------------------- | -------------------- | -------------------- | ---------------------------------------------------- | ------------------------------------ |
| 1   |                         | José de San Martín               | 28 lipca 1821        | 20 września 1822     | Wybór pośredni                                       | Protektor Peru                       |
| 2   |                         | Francisco Xavier de Luna Pizarro | 20 września 1822     | 22 września 1822     | Wybór pośredni                                       | stanowisko tymczasowe                |
| 3   |                         | José de la Mar                   | 22 września 1822     | 27 lutego 1823       | Wybrany przez Kongres                                | Prezydent Junty Rządowej             |
| 4   |                         | José Bernardo de Tagle           | 27 lutego 1823       | 28 lutego 1823       |                                                      |                                      |
| 5   |                         | José de la Riva Agüero           | 28 lutego 1823       | 23 czerwca 1823      | Wybrany przez Kongres                                |                                      |
| 6   |                         | Antonio José de Sucre            | 23 czerwca 1823      | 17 lipca 1823        | Wybrany przez Kongres                                |                                      |
| 7   |                         | José Bernardo de Tagle           | 17 lipca 1823        | 17 lutego 1824       | Wybrany przez Kongres                                | Naczelny delegat                     |
| 8   |                         | Simón Bolívar                    | 17 lutego 1824       | 28 stycznia 1827     | Wybrany przez Kongres                                | Liberator Peru                       |
| 9   |                         | Andrés de Santa Cruz             | 28 stycznia 1827     | 9 czerwca 1827       | Wybrany przez Kongres                                | Prezydent rady rządowej              |
| 10  |                         | Manuel Salazar y Baquíjano       | 9 czerwca 1827       | 22 sierpnia 1827     | Wybrany przez Kongres                                | stanowisko tymczasowe                |
| 11  |                         | José de la Mar                   | 22 sierpnia 1827     | 7 czerwca 1829       | Wybór bezpośredni                                    |                                      |
| 12  |                         | Antonio Gutiérrez de la Fuente   | 7 czerwca 1829       | 1 września 1829      | Zamach stanu                                         |                                      |
| 13  |                         | Agustín Gamarra                  | 1 września 1829      | 20 grudnia 1833      | Wybrany przez Kongres                                |                                      |
| 14  |                         | Francisco Xavier de Luna Pizarro | 20 grudnia 1833      | 21 grudnia 1833      | Wybrany przez Kongres                                | stanowisko tymczasowe                |
| 15  |                         | Luis José de Orbegoso y Moncada  | 21 grudnia 1833      | 11 sierpnia 1836     | Wybrany przez Kongres                                |                                      |
| 16  |                         | Pedro Pablo Bermúdez             | 4 stycznia 1833      | 24 kwietnia 1834     | Zamach stanu                                         | Tymczasowy naczelnik państwa         |
| 17  |                         | Felipe Santiago Salaverry        | 23 lutego 1835       | 7 lutego 1836        | Zamach stanu                                         | Naczelny legislator                  |
| 18  |                         | Andrés de Santa Cruz             | 11 sierpnia 1836     | 25 sierpnia 1838     |                                                      | Naczelny protektor Konfederacji      |
| 19  |                         | Agustín Gamarra                  | 25 sierpnia 1838     | 18 listopada 1841    | Wybrany przez Kongres                                |                                      |
| 20  |                         | Manuel Menéndez                  | 18 listopada 1841    | 16 sierpnia 1842     | stanowisko tymczasowe                                | Prezydent rady rządowej              |
| 21  |                         | Juan Crisóstomo Torrico          | 16 sierpnia 1842     | 17 października 1842 | Zamach stanu                                         |                                      |
| 22  |                         | Juan Francisco de Vidal          | 17 października 1842 | 15 marca 1843        | Zamach stanu                                         |                                      |
| 23  |                         | Justo Figuerola                  | 15 marca 1843        | 20 marca 1843        | Zamach stanu                                         |                                      |
| 24  |                         | Manuel Ignacio de Vivanco        | 20 marca 1843        | 17 czerwca 1844      | Samozwańczy prezydent                                |                                      |
| 25  |                         | Domingo Nieto                    | 20 marca 1843        | 17 lutego 1844       | Samozwańczy prezydent                                |                                      |
| 26  |                         | Ramón Castilla                   | 17 lutego 1844       | 10 sierpnia 1844     | Wybrany, aby zastąpić Domingo Nieto                  |                                      |
| 27  |                         | Domingo Elías                    | 17 czerwca 1844      | 10 sierpnia 1844     | Samozwańczy prezydent                                |                                      |
| 28  |                         | Manuel Menéndez                  | 10 sierpnia 1844     | 11 sierpnia 1844     | stanowisko tymczasowe                                | Prezydent rady rządowej              |
| 29  |                         | Justo Figuerola                  | 11 sierpnia 1844     | 7 października 1844  | Zamach stanu                                         |                                      |
| 30  |                         | Manuel Menéndez                  | 7 października 1844  | 20 kwietnia 1845     | stanowisko tymczasowe                                | Prezydent rady rządowej              |
| 31  |                         | Ramón Castilla                   | 20 kwietnia 1845     | 20 kwietnia 1851     | Wybór bezpośredni                                    |                                      |
| 33  |                         | José Rufino Echenique            | 20 kwietnia 1851     | 5 stycznia 1855      | Wybór bezpośredni                                    |                                      |
| 34  |                         | Ramón Castilla                   | 5 stycznia 1855      | 24 października 1862 | Zamach stanu Wybór bezpośredni                       |                                      |
| 35  |                         | Miguel de San Román              | 24 października 1862 | 3 kwietnia 1863      | Wybór bezpośredni                                    |                                      |
| 36  |                         | Ramón Castilla                   | 3 kwietnia 1863      | 9 kwietnia 1863      | Rewolucja Samozwańczy prezydent                      |                                      |
| 37  |                         | Pedro Diez Canseco               | 3 kwietnia 1863      | 5 sierpnia 1863      | stanowisko tymczasowe                                | Drugi wiceprezydent                  |
| 38  |                         | Juan Antonio Pezet               | 5 sierpnia 1863      | 25 kwietnia 1865     |                                                      | Pierwszy wiceprezydent               |
| 39  |                         | Mariano Ignacio Prado            | 25 kwietnia 1865     | 24 czerwca 1865      | Zamach stanu                                         |                                      |
| 40  |                         | Juan Antonio Pezet               | 24 czerwca 1865      | 8 listopada 1865     |                                                      |                                      |
| 41  |                         | Pedro Diez Canseco               | 8 listopada 1865     | 28 listopada 1865    | stanowisko tymczasowe                                |                                      |
| 42  |                         | Mariano Ignacio Prado            | 28 listopada 1865    | 8 stycznia 1868      | Wybór bezpośredni                                    |                                      |
| –   |                         | Pedro Diez Canseco               | 8 stycznia 1868      | 2 sierpnia 1868      | stanowisko tymczasowe                                |                                      |
| 43  |                         | José Balta                       | 2 sierpnia 1868      | 22 lipca 1872        | Wybór bezpośredni                                    |                                      |
| 44  |                         | Tomás Gutiérrez                  | 22 lipca 1872        | 26 lipca 1872        | Zamach stanu                                         | Naczelnik narodu                     |
| 45  |                         | Francisco Diez Canseco           | 26 lipca 1872        | 27 lipca 1872        | stanowisko tymczasowe                                |                                      |
| 46  |                         | Mariano Herencia Zevallos        | 27 lipca 1872        | 2 sierpnia 1872      | stanowisko tymczasowe                                |                                      |
| 47  |                         | Manuel Pardo                     | 2 sierpnia 1872      | 2 sierpnia 1876      | Wybór bezpośredni                                    |                                      |
| 48  |                         | Mariano Ignacio Prado            | 2 sierpnia 1876      | 23 grudnia 1879      | Wybór bezpośredni                                    |                                      |
| 49  |                         | Nicolás de Piérola               | 23 grudnia 1879      | 28 listopada 1881    | Zamach stanu                                         | Głównodowodzący stanu                |
| 50  |                         | Francisco García Calderón        | 12 marca 1881        | 28 września 1881     | Wybrany przez Kongres Chilijska okupacja (Lima)      | Tymczasowy prezydent republiki       |
| 51  |                         | Lizardo Montero Flores           | 28 września 1881     | 6 listopada 1881     | Wybrany przez Kongres Chilijska okupacja (Arequipa)  | Tymczasowy prezydent republiki       |
| 52  |                         | Andrés Avelino Cáceres           | 6 listopada 1881     | 25 grudnia 1882      | Samozwańczy Chilijska okupacja (Central Peru)        | Prezydent republiki                  |
| 53  |                         | Miguel Iglesias                  | 6 listopada 1881     | 25 grudnia 1882      | Wybrany przez Kongres Chilijska okupacja (Cajamarca) | Regenerator Prezydent republiki      |
| 54  |                         | Antonio Arenas                   | 3 grudnia 1885       | 5 czerwca 1886       | stanowisko tymczasowe                                | Prezydent Junty Rządowej             |
| 55  |                         | Andrés Avelino Cáceres           | 5 czerwca 1886       | 10 sierpnia 1890     | Wybór bezpośredni                                    | Prezydent konstytucyjny              |
| 56  |                         | Remigio Morales Bermúdez         | 10 sierpnia 1890     | 1 kwietnia 1894      | Wybór bezpośredni                                    | Prezydent konstytucyjny              |
| 57  |                         | Justiniano Borgoño               | 1 kwietnia 1894      | 10 sierpnia 1894     | stanowisko tymczasowe                                | Prezydent Junty Rządowej             |
| 58  |                         | Andrés Avelino Cáceres           | 10 sierpnia 1894     | 20 marca 1895        | Wybór bezpośredni                                    | Prezydent konstytucyjny              |
| 59  |                         | Manuel Candamo                   | 20 marca 1895        | 8 września 1895      | stanowisko tymczasowe                                | Prezydent Junty Rządowej             |
| 60  |                         | Nicolás de Piérola               | 8 września 1895      | 8 września 1899      | Wybór bezpośredni                                    | Prezydent konstytucyjny              |
| 61  |                         | Eduardo López de Romaña          | 8 września 1899      | 8 września 1903      | Wybór bezpośredni                                    | Prezydent konstytucyjny              |
| 62  |                         | Manuel Candamo                   | 8 września 1903      | 7 maja 1904          | Wybór bezpośredni                                    | Prezydent konstytucyjny              |
| 63  |                         | Serapio Calderón                 | 7 maja 1904          | 24 września 1904     | stanowisko tymczasowe                                | Prezydent Junty Rządowej             |
| 64  |                         | José Pardo                       | 24 września 1904     | 24 września 1908     | Wybór bezpośredni                                    | Prezydent konstytucyjny              |
| 65  |                         | Augusto B. Leguía                | 24 września 1908     | 24 września 1912     | Wybór bezpośredni                                    | Prezydent konstytucyjny              |
| 66  |                         | Guillermo Billinghurst           | 24 września 1912     | 4 lutego 1914        | Wybór bezpośredni                                    | Prezydent konstytucyjny              |
| 67  |                         | Óscar Benavides                  | 4 lutego 1914        | 18 sierpnia 1915     | Zamach stanu                                         |                                      |
| 68  |                         | José Pardo                       | 18 sierpnia 1915     | 4 lipca 1919         | Wybór bezpośredni                                    | Prezydent konstytucyjny              |
| 69  |                         | Augusto B. Leguía                | 4 lipca 1919         | 25 sierpnia 1930     | Wybór bezpośredni Zamach stanu                       | Prezydent konstytucyjny              |
| 70  |                         | Manuel María Ponce Brousset      | 25 sierpnia 1930     | 27 sierpnia 1930     | stanowisko tymczasowe                                |                                      |
| 71  |                         | Luis Miguel Sánchez Cerro        | 27 sierpnia 1930     | 1 marca 1931         | Zamach stanu                                         | Prezydent tymczasowej junty rządowej |
| 72  |                         | Ricardo Leoncio Elías Arias      | 1 marca 1931         | 5 marca 1931         | Zamach stanu                                         | Prezydent tymczasowej junty rządowej |
| 73  |                         | Gustavo Jiménez                  | 5 marca 1931         | 11 marca 1931        | Zamach stanu                                         | Prezydent tymczasowej junty rządowej |
| 74  |                         | David Samanez Ocampo             | 11 marca 1931        | 8 grudnia 1931       | stanowisko tymczasowe                                | President of the Southern Junta      |
| 75  |                         | Luis Miguel Sánchez Cerro        | 8 grudnia 1931       | kwietnia 30, 1933    | Wybór bezpośredni                                    | Prezydent konstytucyjny              |
| 76  |                         | Óscar Benavides                  | kwietnia 30, 1933    | 8 grudnia 1939       | Wybrany przez Kongres                                | Prezydent konstytucyjny              |
| 77  |                         | Manuel Prado Ugarteche           | 8 grudnia 1939       | 28 lipca 1945        | Wybór bezpośredni                                    | Prezydent konstytucyjny              |
| 78  |                         | José Luis Bustamante y Rivero    | 28 lipca 1945        | 29 października 1948 | Wybór bezpośredni                                    | Prezydent konstytucyjny              |
| 79  |                         | Manuel Odría                     | 29 października 1948 | 1 czerwca 1950       | Zamach stanu                                         |                                      |
| 80  |                         | Zenón Noriega Agüero             | 1 czerwca 1950       | 28 lipca 1950        | stanowisko tymczasowe                                |                                      |
| 81  |                         | Manuel Odría                     | 28 lipca 1950        | 28 lipca 1956        | Wybór bezpośredni                                    | Prezydent konstytucyjny              |
| 82  |                         | Manuel Prado Ugarteche           | 28 lipca 1956        | 18 lipca 1962        | Wybór bezpośredni                                    | Prezydent konstytucyjny              |
| 83  |                         | Ricardo Pérez Godoy              | 18 lipca 1962        | 3 marca 1963         | Zamach stanu                                         | 1 Prezydent junty wojskowej          |
| 84  |                         | Nicolás Lindley                  | 3 marca 1963         | 28 lipca 1963        | Zamach stanu                                         | 2 Prezydent junty wojskowej          |
| 85  |                         | Fernando Belaúnde Terry          | 28 lipca 1963        | 3 października 1968  | Wybór bezpośredni                                    | Prezydent konstytucyjny              |
| 86  |                         | Juan Velasco Alvarado            | 3 października 1968  | 30 sierpnia 1975     | Zamach stanu                                         | 1. Prezydent rządu rewolucyjnego     |
| 87  |                         | Francisco Morales Bermúdez       | 30 sierpnia 1975     | 28 lipca 1980        | Zamach stanu                                         | 2. Prezydent rządu rewolucyjnego     |
| 88  |                         | Fernando Belaúnde Terry          | 28 lipca 1980        | 28 lipca 1985        | Wybór bezpośredni                                    | Prezydent konstytucyjny              |
| 89  |                         | Alan García Pérez                | 28 lipca 1985        | 28 lipca 1990        | Wybór bezpośredni                                    | Prezydent konstytucyjny              |
| 90  |                         | Alberto Fujimori                 | 28 lipca 1990        | 22 listopada 2000    | Wybór bezpośredni                                    | Prezydent konstytucyjny              |
| 91  |                         | Valentín Paniagua                | 22 listopada 2000    | 28 lipca 2001        |                                                      | Prezydent rządu tymczasowego         |
| 92  |                         | Alejandro Toledo                 | 28 lipca 2001        | 28 lipca 2006        | Wybór bezpośredni                                    | Prezydent konstytucyjny              |
| 93  |                         | Alan García Pérez                | 28 lipca 2006        | 28 lipca 2011        | Wybór bezpośredni                                    | Prezydent konstytucyjny              |
| 94  | Ollanta Humala          | Ollanta Humala                   | 28 lipca 2011        | 28 lipca 2016        | Wybór bezpośredni                                    | Prezydent konstytucyjny              |
| 95  | Pedro Pablo Kuczynski   | Pedro Pablo Kuczynski            | 28 lipca 2016        | 23 marca 2018        | Wybór bezpośredni                                    | Prezydent konstytucyjny              |
| 96  | Martin Vizcarra Cornejo | Martín Vizcarra Cornejo          | 23 marca 2018        | 9 listopada 2020     | Sukcesja jako wiceprezydent                          | Prezydent konstytucyjny              |
| 97  |                         | Manuel Merino                    | 10 listopada 2020    | 15 listopada 2020    | Sukcesja jako przewodniczący Kongresu                | Prezydent konstytucyjny              |
| 98  |                         | Francisco Sagasti                | 17 listopada 2020    | 28 lipca 2021        | Sukcesja jako przewodniczący Kongresu                | Prezydent konstytucyjny              |
| 99  |                         | Pedro Castillo                   | 28 lipca 2021        | 7 grudnia 2022       | Wybór bezpośredni                                    | Prezydent konstytucyjny              |
| 100 |                         | Dina Boluarte                    | 7 grudnia 2022       | nadal                | Sukcesja jako wiceprezydent                          | Prezydent konstytucyjny              |